# 五井自動車教習所
五井自動車教習所（ごいじどうしゃきょうしゅうじょ）は、市原興業株式会社が運営する千葉県市原市にある千葉県公安委員会指定の自動車教習所。グループ会社として鷹ノ台ドライビングスクールがある。

## 概要
- 1963年7月設立
- 1964年3月五井自動車教習所として千葉県公安委員会指定取得

### 所在地
- 千葉県市原市五井8840

### 教習車種
- 大型自動車
- 中型自動車
- 普通自動車 (MT,AT)
- 大型特殊自動車
- 大型自動二輪車 (MT,AT)
- 普通自動二輪車 (MT,AT)
- 小型限定自動二輪車 (MT,AT)
- けん引自動車
- 大型二種自動車
- 普通二種自動車 (MT,AT)
- 限定解除・ペーパードライバー

## アクセス
- 館山道市原IC出口の勝浦・大多喜方面からR21、姉崎・五井方面からR129に入り、市役所通り沿い。
- 国道16号線市役所入口の信号を入る
- JR五井駅西口ほか、6ルートにて無料送迎バス有り。

## その他
- 教習車にハローキティ教習車を導入。
- 大型特殊自動車の教習を一度廃止したものの2010年に再開。
- 合宿免許の宿舎として隣接地にてホテルを運営